# Stazione di Anagni-Fiuggi
Stazione di Anagni-Fiuggi vasútállomás Olaszországban, mely Anagni és Fiuggi településeket szolgálja ki.

## Vasútvonalak
Az állomást az alábbi vasútvonalak érintik:
- Róma–Cassino–Nápoly-vasútvonal

## Kapcsolódó állomások
A vasútállomáshoz az alábbi állomások vannak a legközelebb:
- Stazione di Colleferro-Segni-Paliano (Stazione di Roma Termini, FL6)
- Stazione di Sgurgola (Stazione di Cassino, FL6)